# Налковская, Зофья
Зофья Налко́вская (пол. Zofia Nałkowska; 10 ноября 1884, Варшава — 17 декабря 1954, там же) — польская писательница, журналистка, публицистка и драматург, сценаристка.

## Биография
Дочь учёного и публициста В. Налковского. Училась в частном пансионе в Варшаве, затем окончила тайный Летучий университет.
Вместе с первым мужем, поэтом и педагогом Л. Ригером жила в Кельце и Кракове, с 1922 г. в Варшаве, некоторое время в Гродно и недалеко от Вильно.
В 1922 г. вторично вышла замуж за бывшего боевика ППС и руководителя жандармерии Польских легионов Яна Юр-Гожеховского, ставшего впоследствии комендантом государственной полиции Польской Республики. В 1929 г. развелась с ним.
Принимала участие в организации профессионально союза польских литераторов, работала в Бюро заграничной пропаганды при президиуме Совета и в Обществе опеки над заключенными.
С 1928 г. — вице-президент польского ПЕН-Клуба. После второй мировой войны продолжала работать в этом же качестве. В 1930-е годах активно участвовала в выступлениях против санационного режима. Была одним из организаторов акций протестов против политических преследований в Польше. С 1933 г. — член Польской академии литературы.
Во время немецкой оккупации занималась подпольной литературной деятельностью. После окончания войны была депутатом Государственного национального совета. Проживала в Кракове, Лодзи, а с 1950 г. в Варшаве.
Участвовала в работе Главной комиссии по изучению нацистских преступлений на территории Польши. С 1945 г. — в редакции литературно-общественного еженедельника «Kuźniса». С 1947 г. — беспартийный депутат Законодательного сейма — Учредительного собрания, созванного для разработки новой Конституции Польши. С 1952 г. — депутат Сейма ПНР. Активный деятель Комитета защитников мира.
Похоронена на кладбище «Воинское Повонзки» в Варшаве.

## Творчество
Зофья Налковская принадлежит к числу выдающихся польских прозаиков XX века.
Печаталась с 1898 г. Как прозаик дебютировала в 1903 году.
В своём творческом развитии прошла путь от произведений, исследующих психологию любви и написанных в лирико-символическом стиле «Молодой Польши», такие как, психологически-бытовые повести в духе модернистской поэтики о жизни и социальном положении женщин в обществе, в том числе, «Książę» (1907), «Rówieśnice» (1909), «Węże i róże» (1915), а также новелла «Koteczka, czyli białe tulipany» (1909), романы «Женщины» (1906, рус. пер. 1907), «Нарциза» (1910), к реалистическим социально-психологическим романам «Роман Терезы Геннерт» (1923, рус. пер. 1926), «Граница» (1935, рус. пер. 1960), рисующим различные стороны общественно-политической жизни в буржуазной Польше.
После обретения Польшей независимости темой её произведений стала общественно-политическая проблематика, затрагивающая вопросы безудержного индивидуализма и углубленных философских рефлекций (довоенные повести: «Choucas» (1927), «Niebieska miłość» (1928), «Niecierpliwi» (1939), «Węzły życia» (в 3-х томах 1948, 1950, 1954), а также драмы «Dom kobiet» (1930)). Особым психологизмом отмечены её «Charaktery» (1922), автобиографическая драма «Dom nad łąkami» (1925), рассказы «Ściany świata» (1931).
Итогом работы в комиссии по изучению нацистских преступлений стал том варшавских рассказов о жетвах оккупации «Medaliony» (1946).
З. Налковская — автор биографической книги для молодёжи «Mój ojciec» (1953), сборник избранных произведений «Charaktery dawne i ostatnie» (1948).
Большое внимание читателей привлекли опубликованные части книги воспоминаний «Дневники периода войны» (1970—2000). В 1956 г. были изданы её «Pisma wybrane» (в 2-х томах).
Автор сборника публицистических и литературно-критических эссе, очерков и статей «Далёкое и близкое» (1957).

## Сценарии
На основе собственной повести З. Налковская написала сценарий к фильму «Граница» (пол. Granica) (режиссёр Ю. Лейтес, 1938 г.). В 1978 г. была снята другая версия фильма по этому же сценарию (в постановке режиссёра Ю. Рыбковского).
По произведениям Налковской сняты также фильмы режиссёром Кшиштофом Занусси «Дом женщин» (пол. «Dom kobiet») и «Роман Терезы Геннерт» (1978, режиссёр Игнацы Гоголевский).

## Награды
- Награда города Лодзь (1929).
- Офицерский крест ордена Возрождения Польши (1930).
- Золотой Крест Заслуги (1946).
- Орден «Знамя Труда» I степени (1949).
- Командор со звездой ордена Возрождения Польши (1952).
- Государственная премия ПНР[3] (1953).
- Медаль 10-летия Народной Польши (1954).
- «Золотые Академические лавры» Польской академии литературы (1936).
- Кавалер Большого креста ордена Возрождения Польши (посмертно, 1954).

## Память о Налковской
Именем Зофьи Налковской названа одна из улиц в г. Гродно.